# Bonaventura Casals i d'Echauz
Bonaventura Casals i d'Echauz (Barcelona, 1791 - 1863) fou un metge de l'Hospital de la Santa Creu de Barcelona i vocal de la Junta de Superior de Sanitat del Principat de Catalunya i les illes Balears el 1820. Batxiller en medicina (1808), es va graduar a Barcelona el 1816 i feu oposicions a “metge de casa” de l'Hospital de la Santa Creu de Barcelona l'any 1819.
Fou inspector general de les poblacions empestades de Mallorca, on exercí una tasca important durant l'epidèmia de 1820. El 1821 fou nomenat protometge honorari de l'exèrcit i el 1823 passà a protometge efectiu de l'exèrcit a ultramar. Per la seva vinculació al liberalisme va emigrar a Amèrica el 1824 i s'establí a Arequipa, Perú, on exercí l'homeopatia, seguint les teories de Hahnemann. Podia dir a qualsevol malalt el mal que patia i localitzar-lo en el seu cos per després donar-li un medicament que actuaria directament en el punt de l'organisme afectat per la malaltia. estudià el sistema nerviós i el comportament dels fluids nerviosos. Es va interessar per la botànica i l'ús de les plantes medicinals de les que va classificar més de 150. Fou «inspector general de plantas y demás sustancias medicinales» del Perú».
Va tornar a Barcelona el 1863. El 21 de setembre de 1863, poc després del seu retorn a Catalunya, llegí un discurs a l'Acadèmia de Medicina i Cirurgia de Barcelona on va descriure alguns dels aparells que havia inventat, com el «casalímetre», el «casalimagnes», el «casaloscopi» i el «casalífon». El «casalímetre» era una màquina pneumàtica exploradora amb la qual donà una nova explicació de les teories de la inflamació, i el «casalimagnes», per era per a assenyalar fluids nerviosos. El 1864, després de morir es va publicar a Madrid la seva obra pòstuma «La única anatomía fisiológico-patológica fundada en un nuevo método de explorar el cuerpo humano» (1863).